# Mk 19
El Mk 19 es  un lanzagranadas automático de 40 mm  alimentado mediante cinta, que entró en servicio en el Ejército de los Estados Unidos durante la Guerra Fría e hizo su primera aparición en combate durante la guerra de Vietnam. Hoy en día todavía continua en servicio.

## Descripción
El Mk 19 es un arma totalmente automática, alimentada mediante cinta, recargada por el retroceso y refrigerada por aire, diseñada para no sobrecalentarse y «encender» su munición.
El Mk 19 dispara granadas de 40 mm con una cadencia entre trescientos veinticinco y trescientos setenta y cinco disparos por minuto, obteniendo así una cadencia de fuego de sesenta disparos por minuto (fuego rápido) y cuarenta disparos por minuto (fuego continuo). El lanzagranadas es accionado por el retroceso del disparo, que emplea la presión que genera cada disparo en la recámara para cargarlo y volver a amartillarlo. El Mk 19 es capaz de lanzar una granada a una distancia máxima de 2212 m, aunque su alcance efectivo es de unos 1500 m, ya que el alcance límite de su alza plegable es de 1500 m. La distancia cercana más segura para lanzar una granada durante el entrenamiento es de 75 m. Además, el apagallamas del Mk 19 y el hecho que no produce humo al ser disparado le dificulta al enemigo el poder localizarlo y neutralizarlo. Para operaciones nocturnas, se le puede montar una mira nocturna AN/TVS-5.

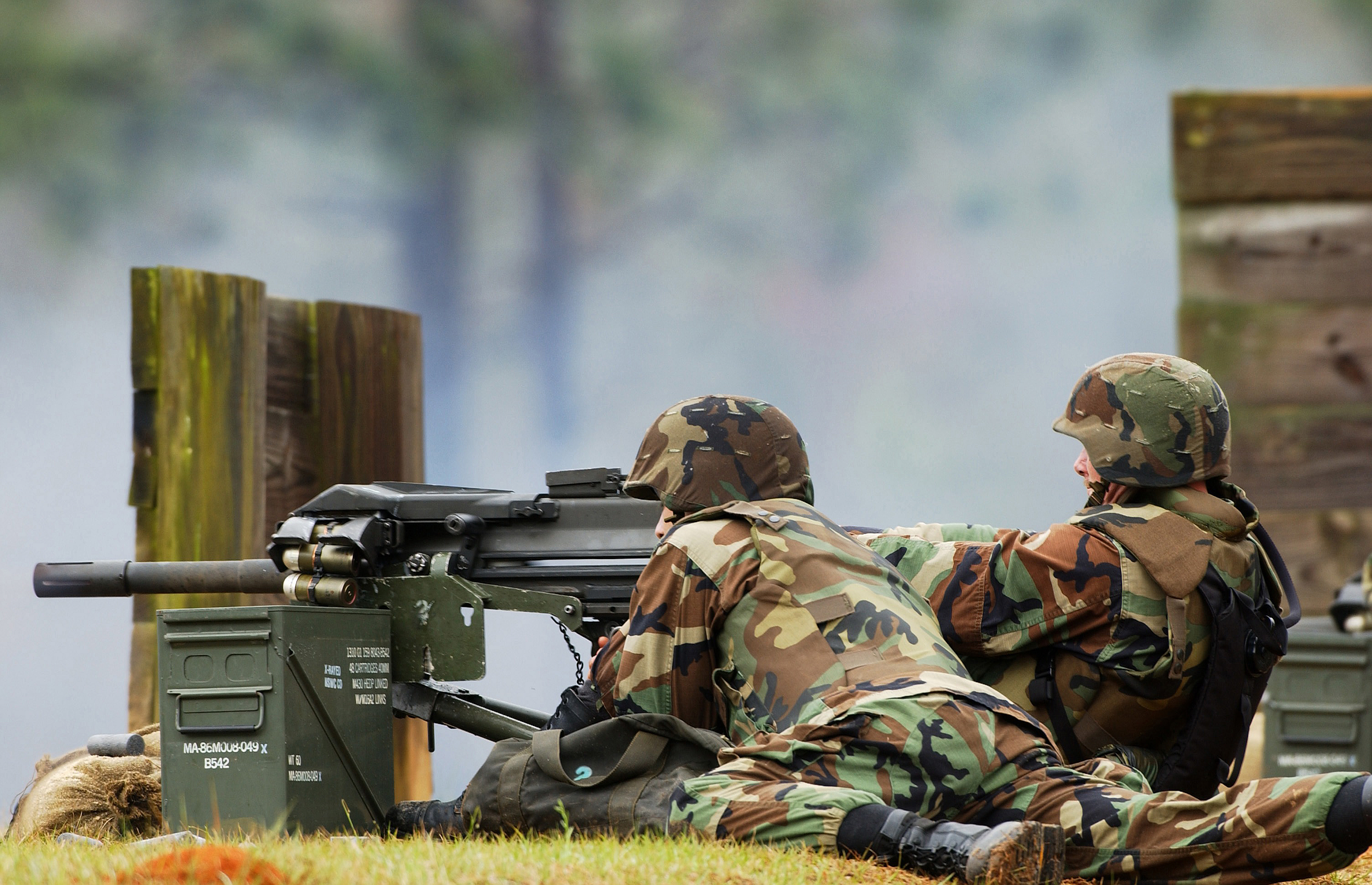
Un Mk 19 durante las maniobras MIL-EX 2003.

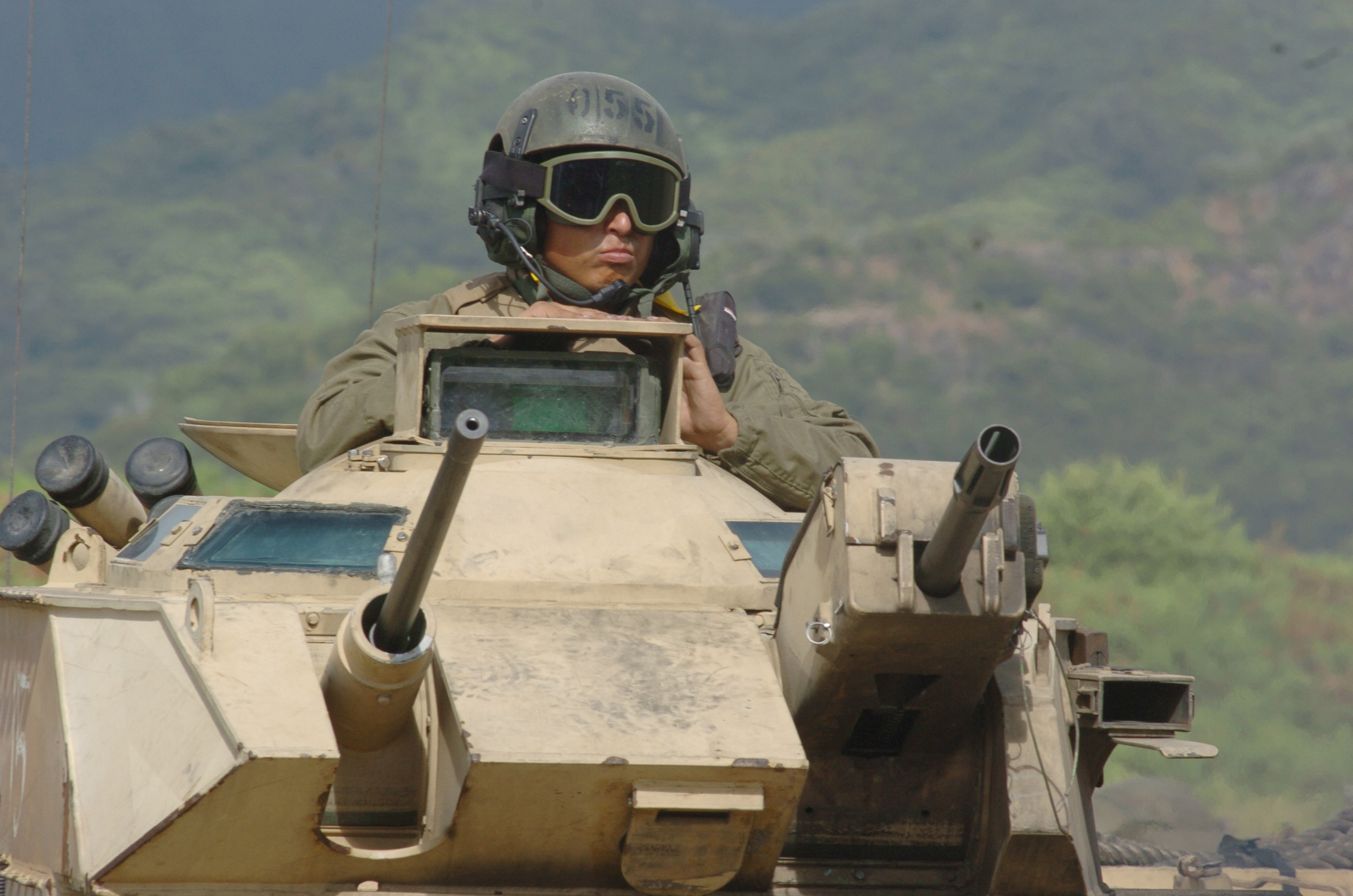
Un Mk 19 montado en la torreta de un Vehículo Anfibio de Asalto.

El Mk 19 es un arma portátil accionada por un equipo de sirvientes, que puede dispararse desde un trípode o desde el vehículo en donde está montado (siendo éste el método preferido, ya que solamente el lanzagranadas pesa 35,1 kg). La principal munición empleada por el Mk 19 es la granada M430 HE de doble propósito. Al impactar, la granada puede matar a cualquiera en un radio de 5 m y herir dentro de un radio de 15 . También puede atravesar 50,8 mm de blindaje homogéneo laminado con un impacto directo (a una inclinación de 0º), lo que significa que puede poner fuera de combate a la mayoría de tanques ligeros y vehículos portatropas blindados. Es especialmente efectivo al ser empleado contra formaciones de infantes enemigos. La munición viene en cintas de treinta y dos o cuarenta y ocho granadas, dentro de cajas que pesan 19 y 27 kg respectivamente. A causa de su poco retroceso y peso comparativamente ligero, ha sido adaptado para ser empleado a bordo de diversos vehículos, incluyendo lanchas de ataque, vehículos de ataque rápido como el Humvee (HMMWV), AAV y Stryker, jeeps militares y una gran variedad de afustes navales.  
El lanzagranadas automático Mk 19 reemplazó al primigenio lanzagranadas múltiple accionado mediante manivela Mk 18. La munición de 40 mm empleada (40 x 53) no es intercambiable con la que emplea el M203 (40 x 46). Las granadas del M203 son, técnicamente hablando, granadas de "baja velocidad" y por lo general son del tipo HE estándar, mientras que el Mk 19 emplea granadas de "alta velocidad"  del tipo HE de Doble Propósito (HEDP) que viajan a 240,7 m/s. El Mk 19 dispara a cerrojo abierto. Las granadas son alimentadas mecánicamente en la cabeza del cerrojo al jalar las palancas de carga. Cuando se aprieta el gatillo, el cerrojo se cierra y el percutor es lanzado. El retroceso producido por el disparo impulsa hacia atrás el cerrojo, introduce una nueva granada delante de la cabeza del cerrojo, que a su vez empuja hacia afuera el casquillo de la granada disparada.   
El Mk 19 es producido por Saco Defense Industries (ahora una división de General Dynamics Armament and Technical Products).

## Empleo
Fue empleado originalmente por la Armada estadounidense en Vietnam a bordo de lanchas patrulleras fluviales, pero fue adoptado y mejorado por el Ejército estadounidense. Las Fuerzas Armadas israelíes también lo adoptaron, distribuyéndolo a la infantería y a las unidades mecanizadas. Suecia fabricó bajo licencia el Mk 19 como el lanzagranadas Grksp 40 mm. Taiwán también lo ha fabricado bajo licencia como el Tipo 83, por las Fuerzas de Servicio Combinadas. También es empleado a bordo de los helicópteros Sea Knight como arma de apoyo contraataques terrestres.
El Mk 19 ha sido empleado por fuerzas estadounidenses en Somalia (1993) y en Irak (1991) por unidades especiales que operan tras las líneas enemigas. Hoy en día es ampliamente empleado por las Fuerzas Armadas estadounidenses.
El Ejército polaco compró un cierto número de lanzagranadas automáticos Mk 19 para sus tropas, empleándolos en su mayoría en Afganistán.
El Ejército Mexicano emplea extensivamente el Mk 19 en la lucha contra los cárteles del narcotráfico.

## Usuarios
GDATP ha construido casi 35.000 lanzagranadas Mk 19 Mod 3 para apenas 30 clientes desde 1984. Entre los usuarios del Mk 19 figuran:

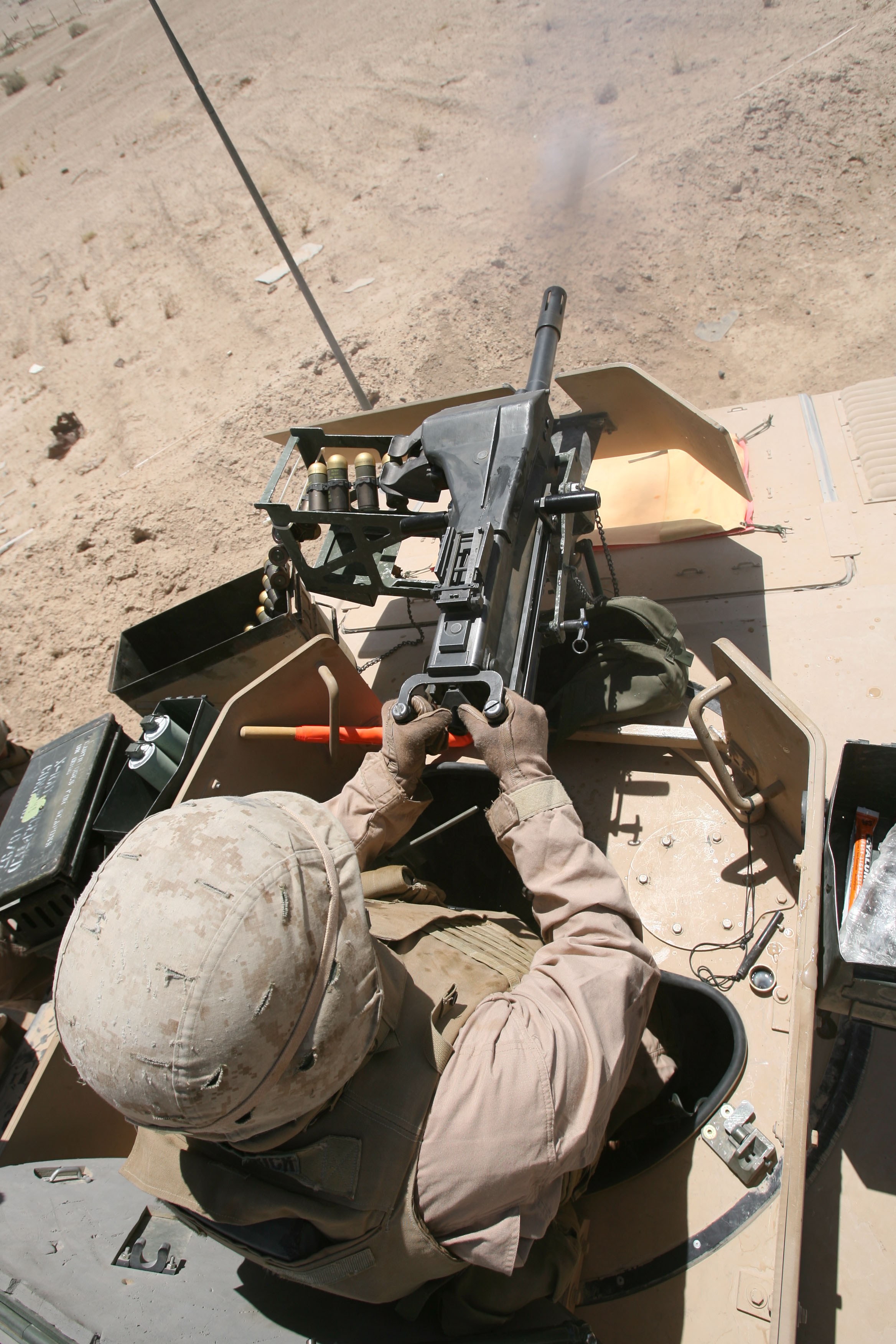
Un Marine disparando un Mk 19 montado en la torreta de un Humvee.

- Estados Unidos:[5] Ampliamente utilizado por las Fuerzas Armadas de los Estados Unidos.
- Argentina:[5]
  -  Ejército Argentino: 548 Mk 19
  -  Infantería de Marina
- Australia[5]
- Bangladés[6]
- Colombia: usado por el Ejército Nacional de Colombia así como por la Infantería de Marina de Colombia y la Policía Nacional de Colombia.
- Chile
- Corea del Sur: Daewoo K4.[5] Fabricado localmente por S&T Daewoo.[7]
- Egipto: Fabricado localmente.[7]
- España[5]
- Grecia[8]
- Irán[9]
- Israel:[5] Adoptado por las Fuerzas de Defensa de Israel (bajo el nombre de "Maklar", derivado de mikla rimonim o "ametralladora lanzagranadas"), para ser utilizado por la infantería y las unidades mecanizadas. El Mk 19 era fabricado localmente.[7]
- Líbano[10]
- Malasia[5]
- México:[5] Ampliamente utilizado por el Ejército Mexicano en la Guerra contra el narcotráfico.
- Pakistán: Es empleado por el Ejército pakistaní.[11]
- Polonia
- Ucrania[12]
- Suecia: Denominado Grsp 92.[5] Empleado por los Kustjägarna[13] y también por el 31° Batallón Aerotransportado (Luftburna bataljonen).[14]
- Taiwán[2]
- Turquía: Es empleado por el Ejército turco y las Fuerzas Especiales turcas.[1][15]

## Lanzagranadas similares
- Heckler & Koch GMG.
- Daewoo K4.
- LAG 40.
- / AGS-17.